# La Chapelle (métro de Paris)
Pour les articles homonymes, voir La Chapelle.
La Chapelle est une station de la ligne 2 du métro de Paris, située à la limite des 10e et 18e arrondissements de Paris.

## Situation
La station est implantée à la limite administrative entre le quartier Saint-Vincent-de-Paul au sud, le quartier de la Chapelle au nord et le quartier de la Goutte-d'Or au nord-ouest. Établie sur un viaduc, elle surplombe le terre-plein central du boulevard de la Chapelle à son intersection avec la rue du Faubourg-Saint-Denis et la rue Marx-Dormoy, où se trouve la place de la Chapelle.
Orientée selon un axe est-ouest, elle s'intercale entre les stations Barbès - Rochechouart et Stalingrad, dont elle est séparée respectivement par le faisceau de voies de l'avant-gare de Paris-Nord et la tranchée ferroviaire en provenance de la gare de Paris-Est, d'où le recours au passage en aérien sur cette section de la ligne 2 (entre les stations Anvers et Colonel Fabien) afin de les enjamber.
Le tunnel de la ligne 5 entre les stations Stalingrad et Gare du Nord passe en profondeur à proximité de la station La Chapelle, au sud-est de celle-ci, sans toutefois la desservir. Les tunnels des lignes B et D du RER passent également à l'ouest de la station, de même que celui de la ligne E à l'est.

## Histoire
La station est ouverte le 31 janvier 1903 avec la mise en service du deuxième prolongement de la ligne 2 Nord, depuis Anvers jusqu'à Rue de Bagnolet (actuelle station Alexandre Dumas) ; cette ligne deviendra plus simplement la ligne 2 le 17 octobre 1907 à la suite de l'absorption de la ligne 2 Sud (correspondant à une large part de l'actuelle ligne 6) par la ligne 5 le 14 octobre précédent.
Elle doit sa dénomination à son implantation à l'emplacement de l'ancienne barrière de la Chapelle du mur des Fermiers généraux, au sud de l'ancien village de La Chapelle (également appelé La Chapelle Saint-Denis de par son appartenance à l'abbaye de Saint-Denis) qui se situait entre les communes de Montmartre et de Belleville. Nommé d'après une ancienne chapelle dédiée à sainte Geneviève, il fut annexé à Paris en 1860 pour devenir l'actuel quartier de la Chapelle, et a également donné indirectement son nom à la station Porte de la Chapelle, ancien terminus de la ligne 12.
La station a fait l'objet d'un prototype du style décoratif « Andreu-Motte » — adopté par un tiers des stations du réseau entre 1974 et 1984 — ici adapté aux stations aériennes de la ligne 2, avec l'application d'une peinture violette sur les huisseries des baies vitrées, la pose d'un carrelage blanc plat sur les allèges qui les surmontent ainsi que l'installation de sièges « Motte » blancs.
Depuis 1993, un long couloir de correspondance relie la station à la partie souterraine de la gare de Paris-Nord, ce qui permet notamment la jonction avec les lignes B et D du RER, ainsi qu'avec la gare de Magenta sur la ligne E depuis l'inauguration de cette dernière le 14 juillet 1999.
Du 13 juin au 2 septembre 2012, la station est fermée au public, de même que le couloir de correspondance la reliant à la gare du Nord, afin de procéder au renouvellement à l'identique des verrières protégeant les quais des intempéries. Ce chantier nécessite alors la pose d'un imposant échafaudage surplombant les voies afin de maintenir la circulation des rames. Les entourages des vitrages sont repeints en gris anthracite, comme dans la plupart des stations aériennes de la ligne, tandis que les sièges « Motte » blancs laissent place à des assises bleues du même modèle.
À la fin de l'année 2017, l'accès à la station étant notoirement congestionné, la RATP accepte d'engager des études préliminaires en prélude à la création d'un accès supplémentaire. Une étude de faisabilité est menée courant 2022 : il s'agit d'ouvrir la station sur l'extrémité orientale des quais, aujourd'hui en impasse, afin de dissocier les flux. Une délibération est votée par le Conseil de Paris le 21 mai 2024, portant sur la signature d’une convention entre la municipalité, la RATP et Île-de-France Mobilités afin de financer l'avant-projet, dernière étape avant le démarrage des travaux.

Archives de la station
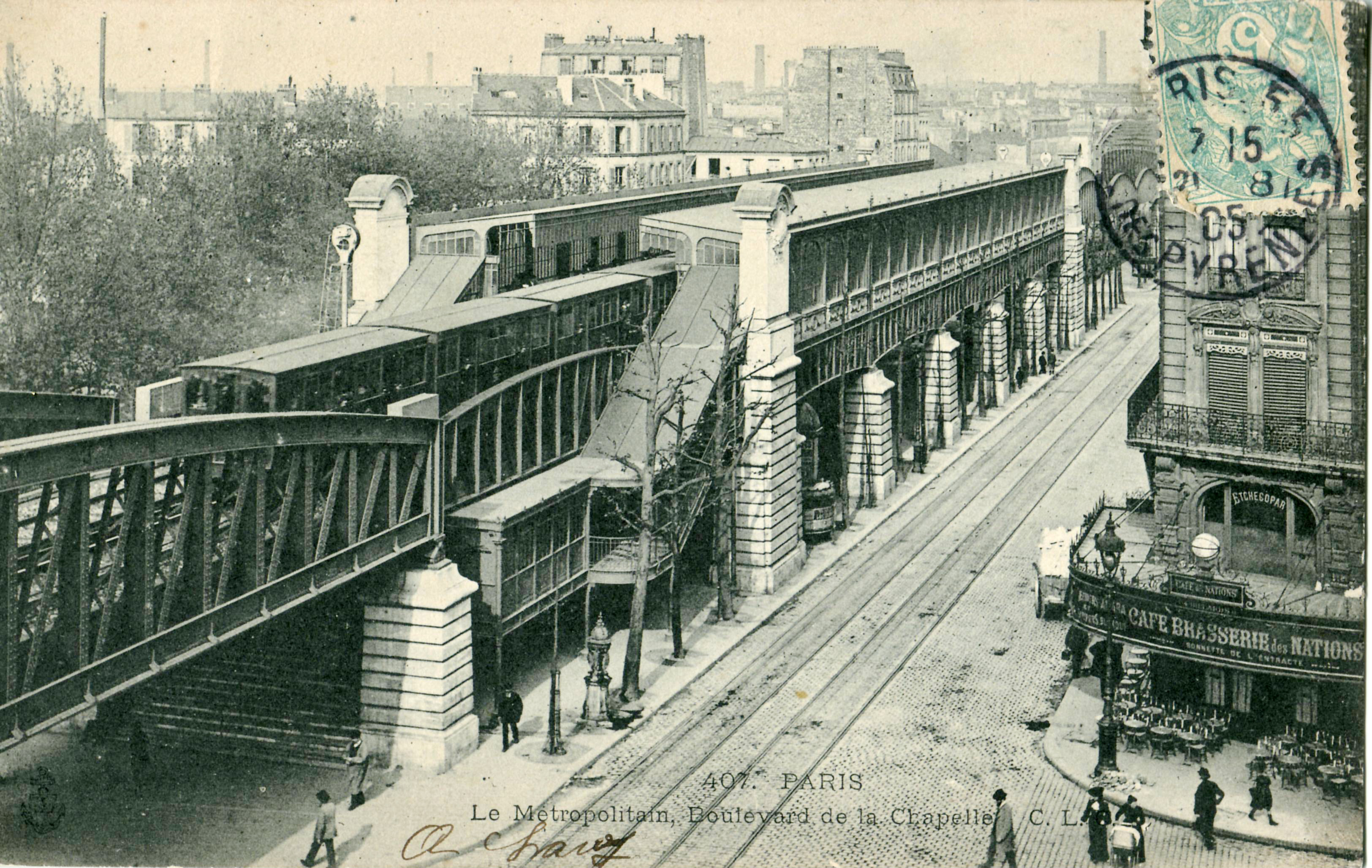
Vue de la station et des voies du tramway qui la longeaient sur le boulevard, vers 1905.
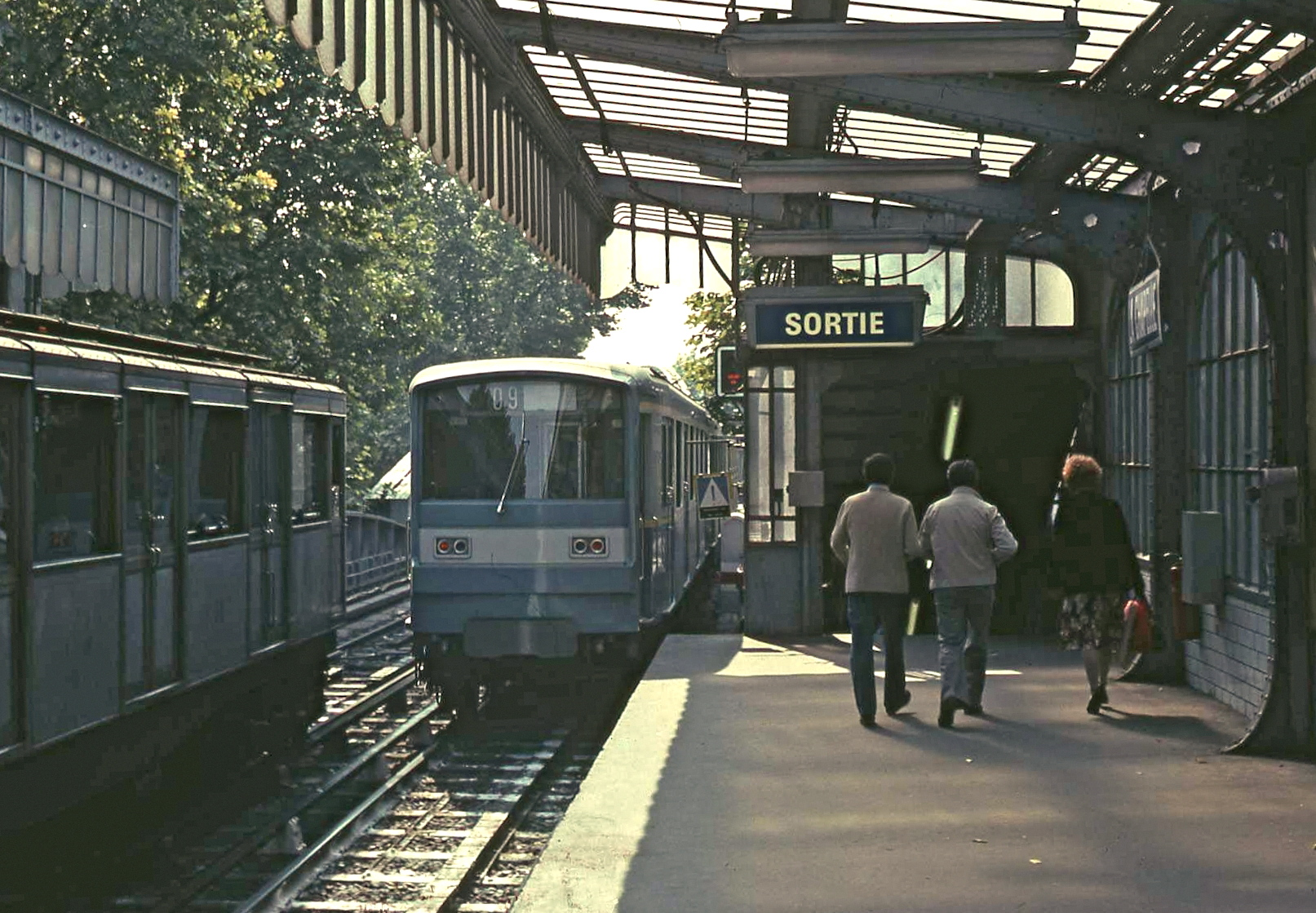
Croisement entre un MF 67 et une ancienne rame Sprague-Thomson, en 1979.
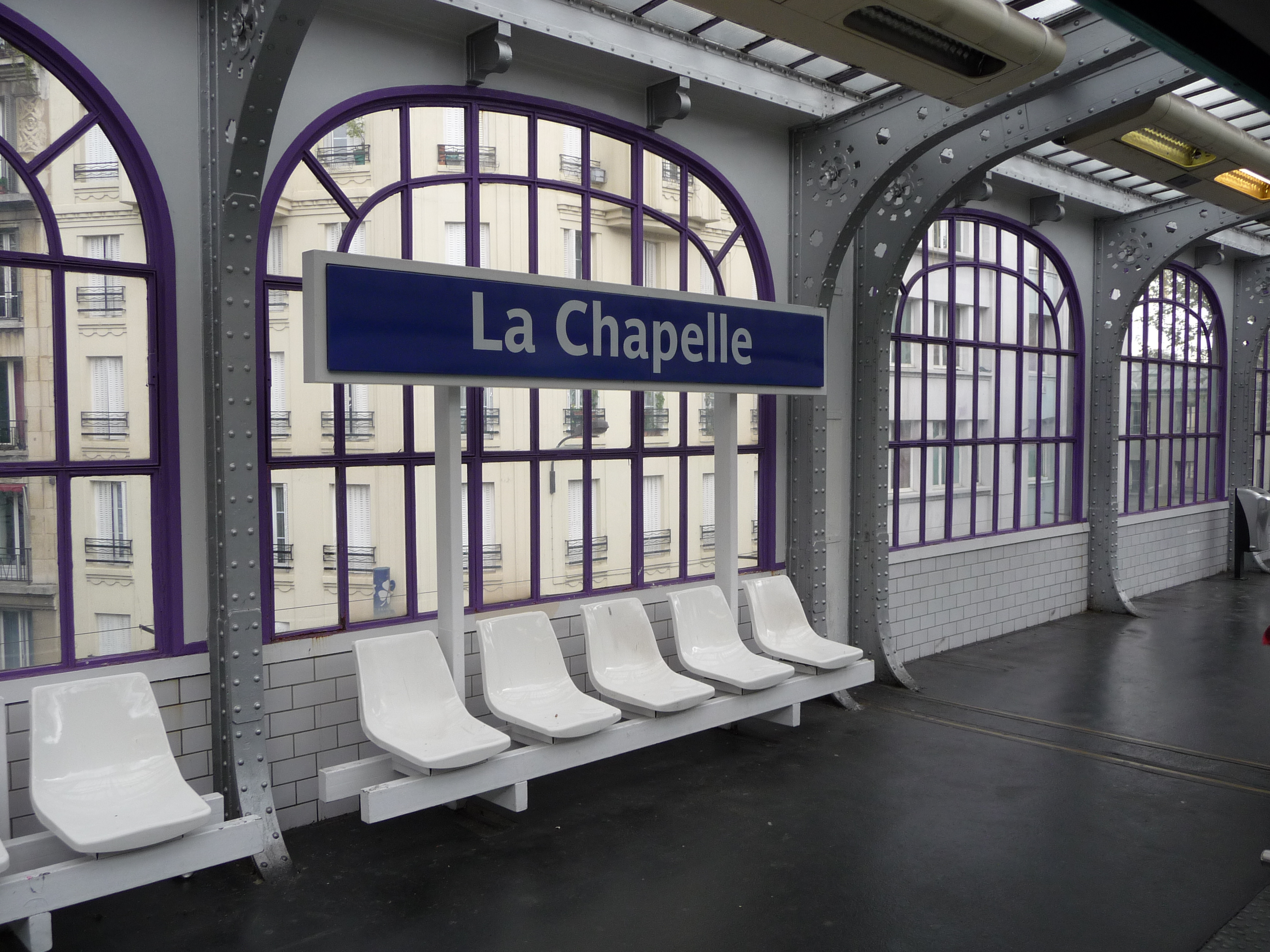
Détail des aménagements de style « Andreu-Motte » sur les quais, en 2008.

### Fréquentation
Selon les estimations de la RATP, la station a vu entrer 6 534 340 voyageurs en 2019, ce qui la place à la 48e position des stations de métro pour sa fréquentation. En 2020, avec la crise du Covid-19, son trafic annuel tombe à 3 825 879 voyageurs, ce qui la classe alors au 31e rang, avant de remonter progressivement en 2021 avec 4 855 531 entrants comptabilisés, la reléguant cependant à la 38e position des stations du réseau pour sa fréquentation cette année-là.

## Services aux voyageurs

### Accès
L'accès à la station, intitulé « Boulevard de la Chapelle », comprend deux ouvertures par son extrémité occidentale, situées sur le terre-plein central du boulevard de la Chapelle de part et d'autre du viaduc du métro. Celle du côté nord constitue l'unique entrée depuis la voirie, tandis que celle du côté sud n'est empruntable que dans le sens de la sortie. Chacune d'elles débouche sur un espace commun sous le viaduc, d'où l'accès aux quais s'effectue au moyen d'escaliers fixes ou mécaniques montants, débouchant respectivement à l'extrémité occidentale de la station et en milieu de quai.

Accès à la station
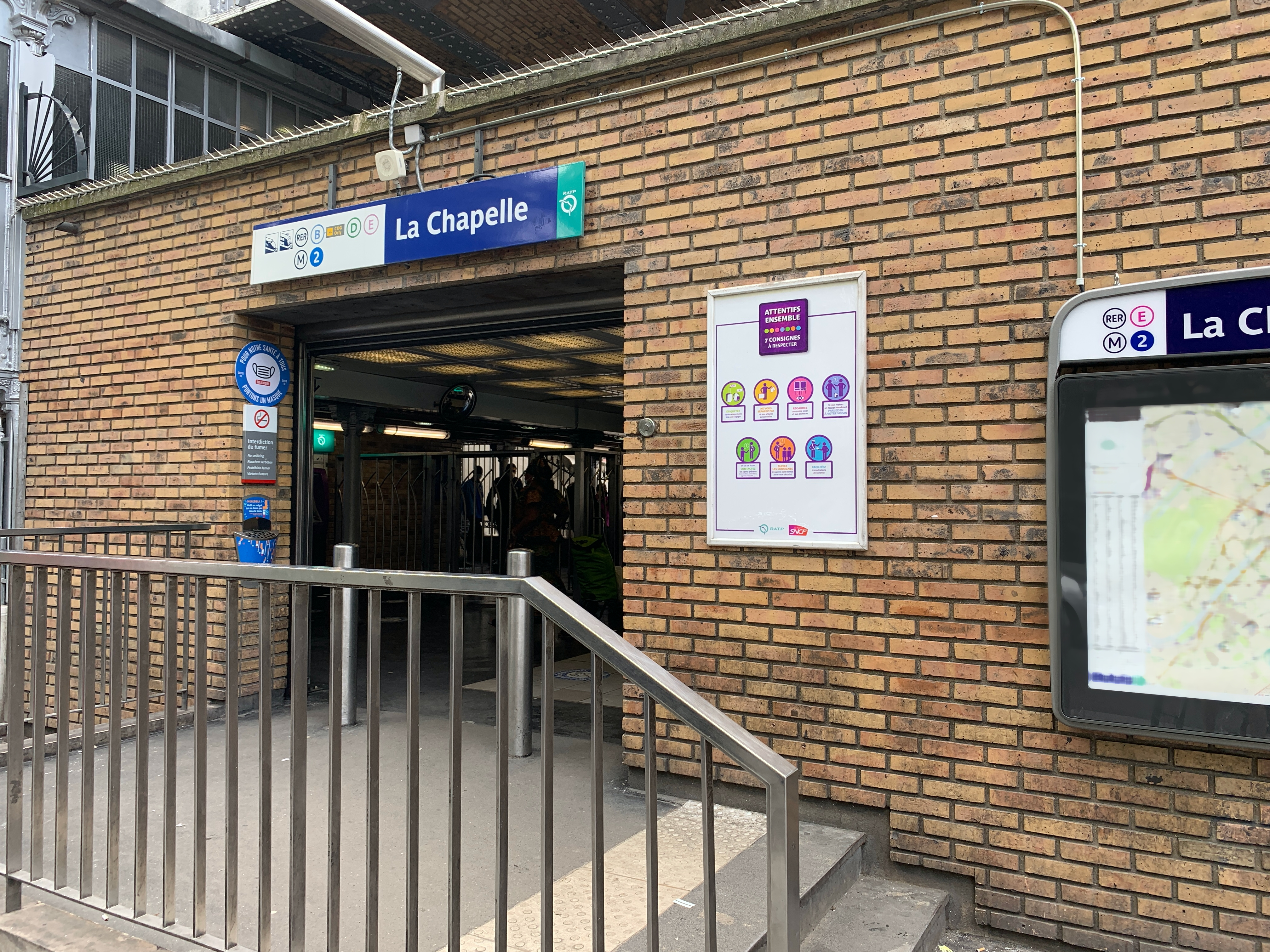
L'entrée de la station sur le côté nord du terre-plein central.
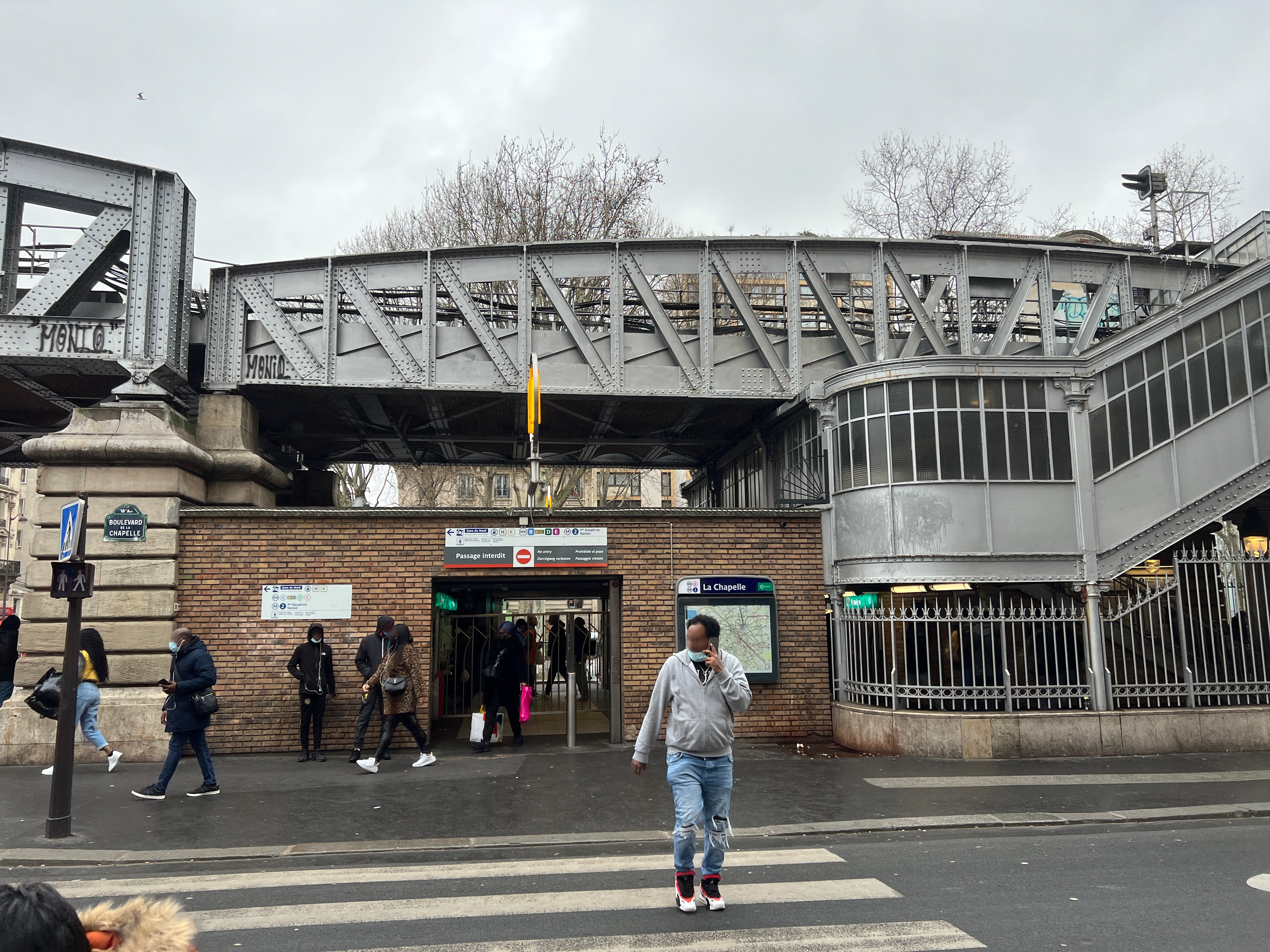
La sortie opposée sur le côté sud du même terre-plein.
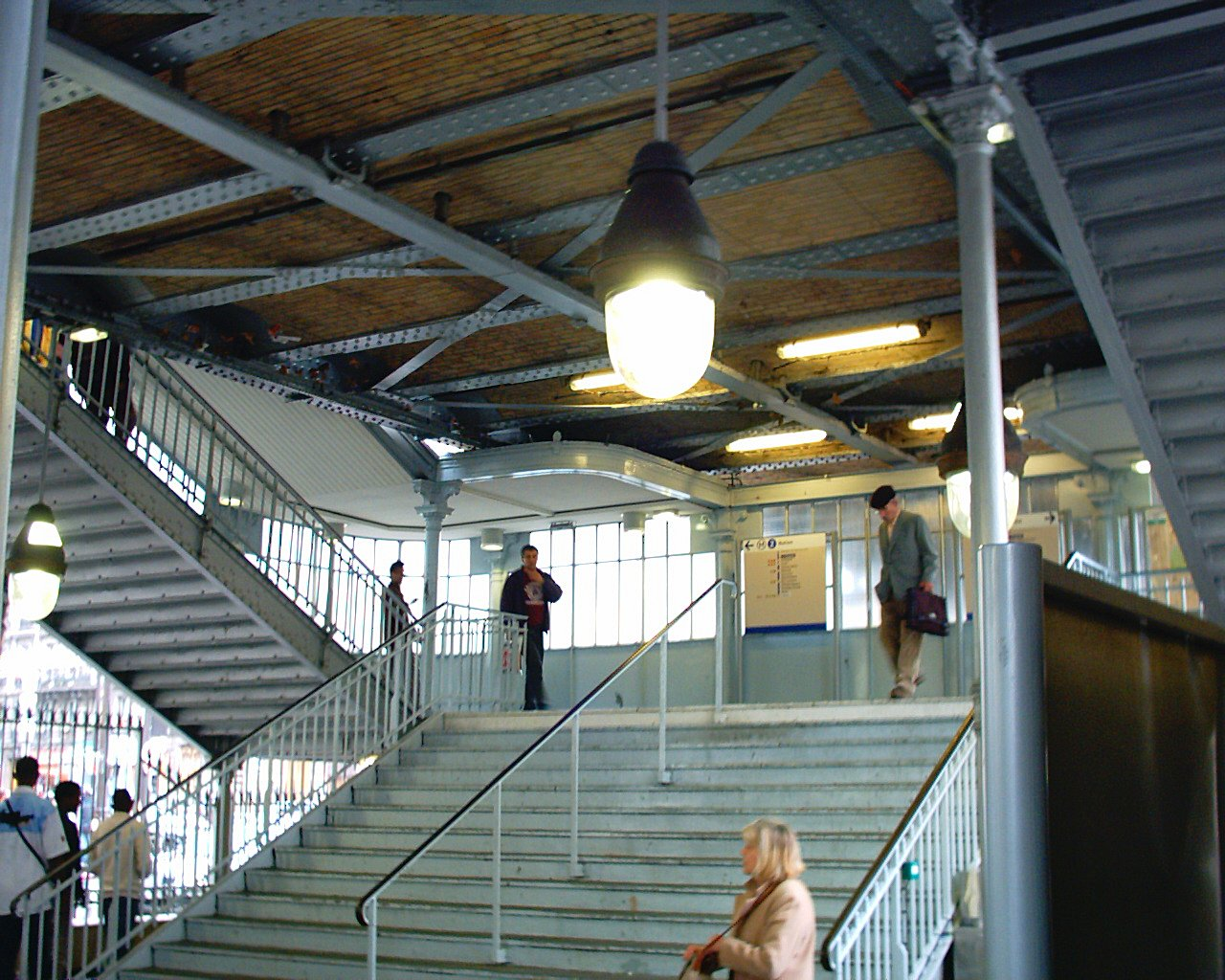
Vue des escaliers d'accès et de sortie des quais.

C'est également dans cet espace d'échanges sous les quais que débouche le couloir souterrain en provenance de la gare de Paris-Nord, par une trémie d'escalier fixe. Orné de mosaïques représentant des paysages naturels sur ses piédroits (en petits carreaux multicolores plats et fins en grès étiré), cet ouvrage constitue l'un des plus longs couloirs de correspondance du réseau qui ne soient pas équipés de trottoirs roulants.

### Quais
La Chapelle est une station aérienne de configuration standard pour le métro de Paris : implantée sur un viaduc, elle possède deux quais d'une longueur conventionnelle de 75 mètres, séparés par les voies du métro situées au centre. Ils sont soutenus par de vastes piliers en pierre de taille, lesquels sont décorés avec des guirlandes et des cornes d’abondance et sont frappés des armes de la Ville de Paris ou du globe terrestre.
Les voyageurs sont protégés des intempéries par des marquises, comme dans l'ensemble des stations aériennes de la ligne 2. Les piédroits sont constitués d'un vitrage transparent invitant au jardin et au paysage, contrairement aux trois autres stations aériennes de la ligne (Barbès - Rochechouart, Stalingrad et Jaurès) qui font appel à du verre dépoli. Ces baies vitrées sont montées sur des allèges recouvertes de carreaux en céramique blancs plats et décorées à l'extérieur de guirlandes et motifs sculptés dans des garnissages en pierre de taille. Les quais, dépourvus de publicités, disposent de sièges de style « Motte » bleus (anciennement blancs) et le nom de la station est inscrit en police de caractères Parisine sur des plaques émaillées. L'éclairage est assuré par deux rampes lumineuses en aluminium profilé, d'un modèle unique en son genre sur le réseau.
À l'extrémité occidentale de la station, il est par ailleurs possible d'apercevoir le clocher de la basilique du Sacré-Cœur de Montmartre depuis la queue du quai en direction de Nation, au-dessus des immeubles situés à l'angle de la rue de Jessaint et de la rue Stephenson.

Quais de la station
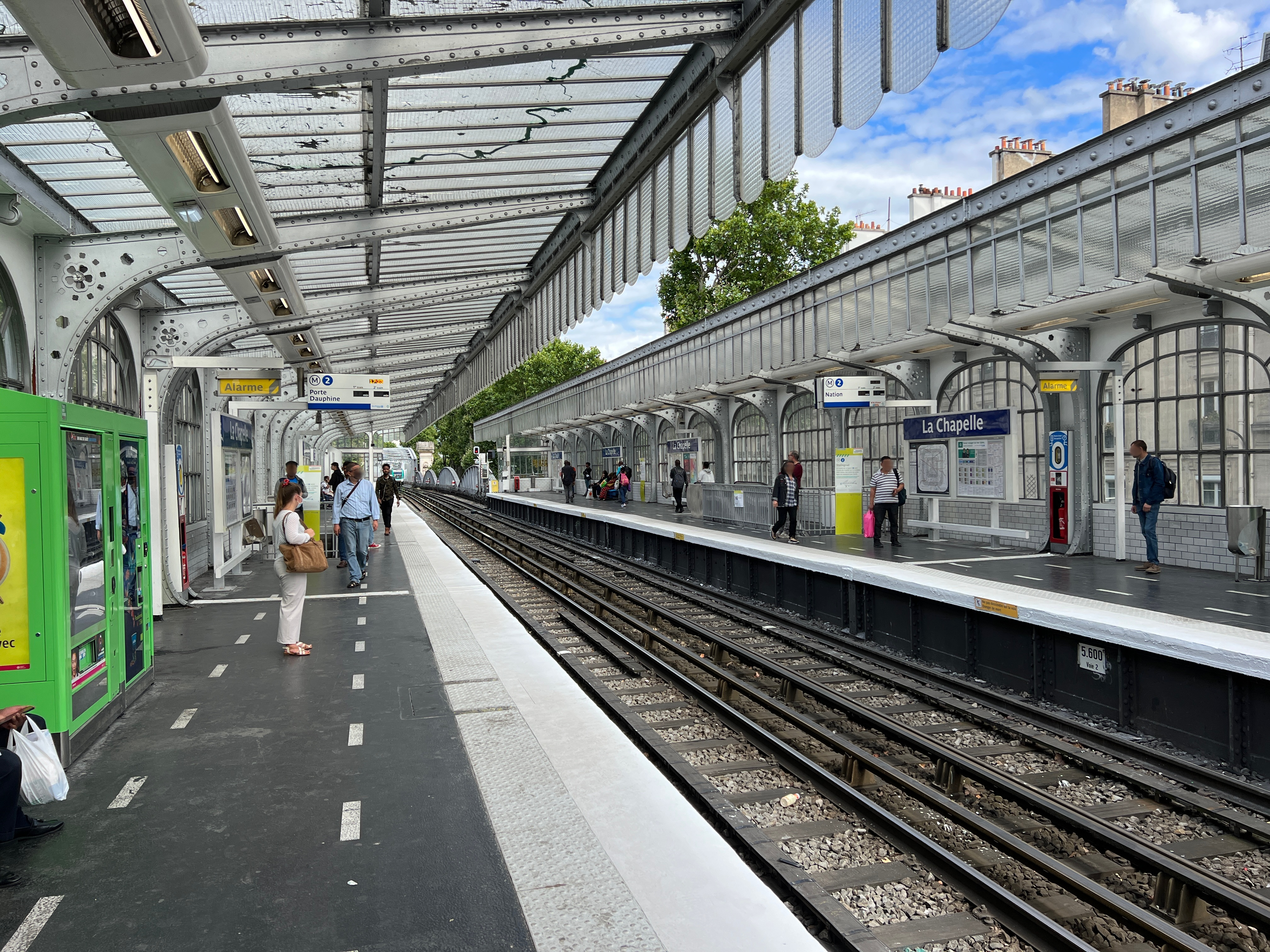
Les quais aériens vus en direction de Nation.
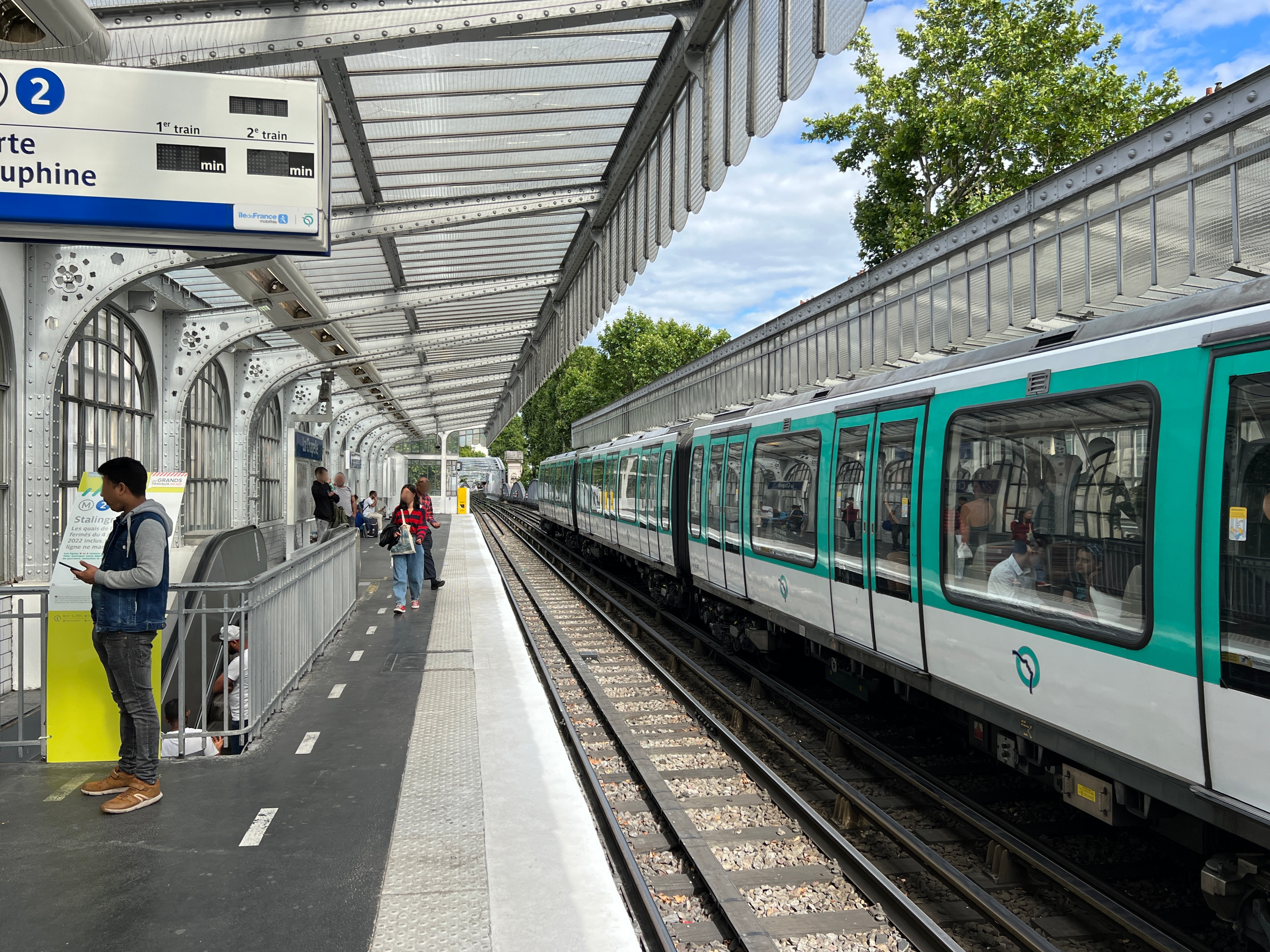
Arrêt d'une rame MF 01 en direction de Nation.
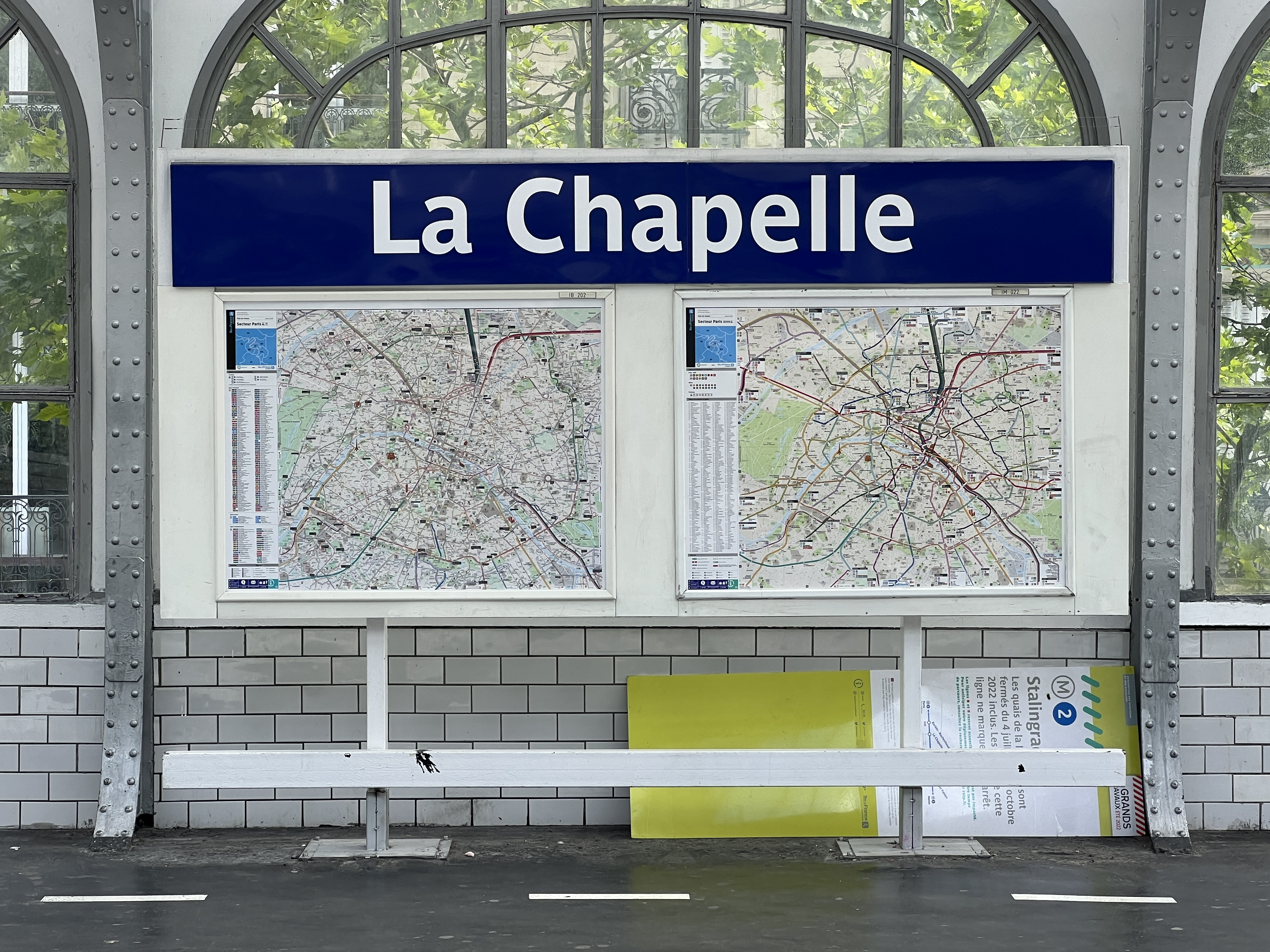
Plaque émaillée indiquant le nom de la station.

### Intermodalité

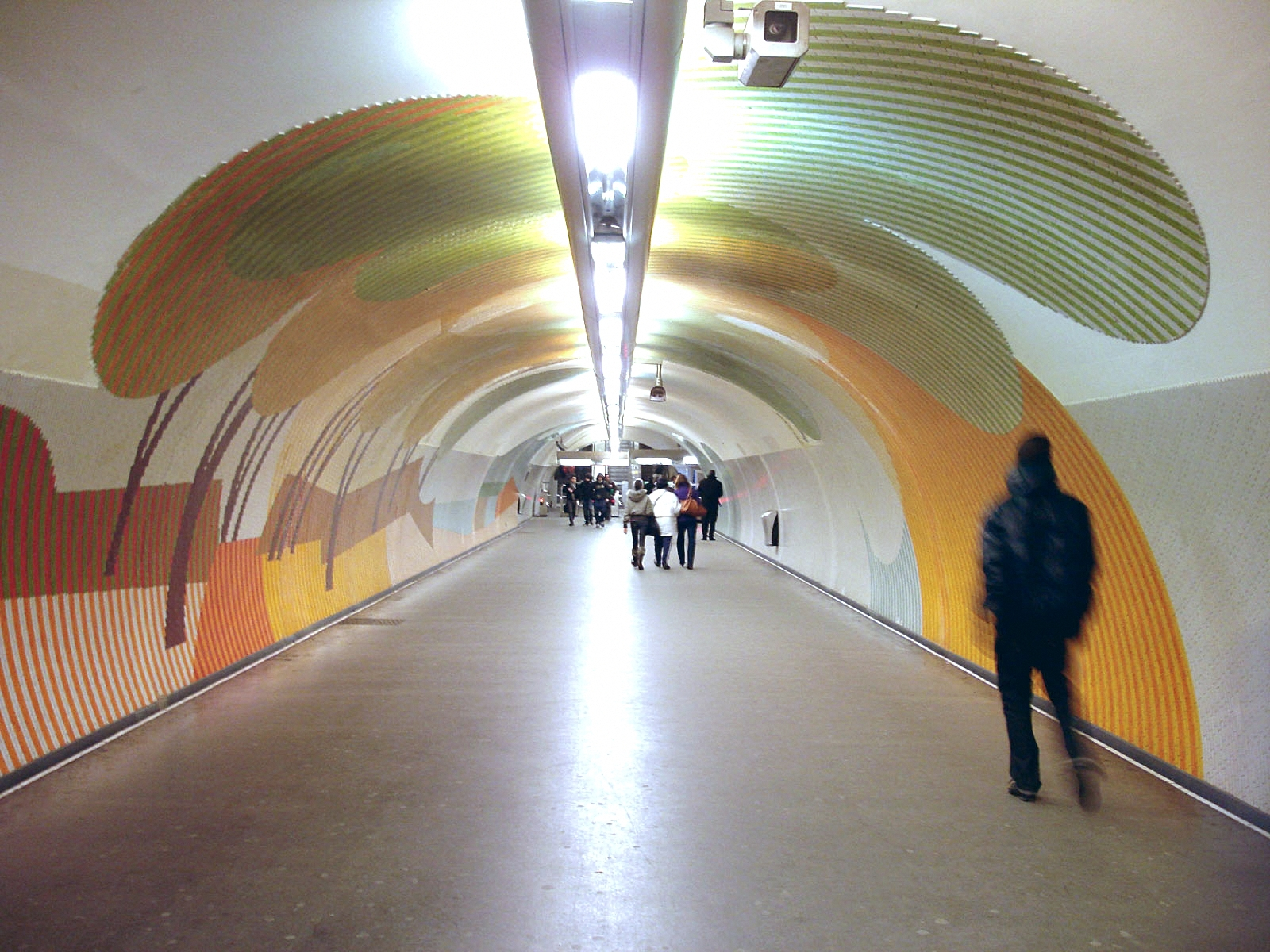
Le couloir de correspondance avec la gare souterraine de Paris-Nord.

La station est desservie par les lignes 35, 38, 45, 48, 302 ainsi que La Traverse Ney-Flandre (519) du réseau de bus RATP et, la nuit, par la ligne N43 du réseau Noctilien.
Depuis la station, il est possible, grâce une liaison souterraine, de rejoindre le pôle banlieue de la gare de Paris-Nord, desservie entre autres par les lignes B et D du RER ainsi que les lignes H et K du Transilien, et la gare de Magenta sur la ligne E du RER. Par l'intermédiaire des espaces d'échanges souterrains de la gare, cette jonction permet également une correspondance indirecte avec la station de métro Gare du Nord, laquelle n'est toutefois pas mentionnée sur les plans de la ligne 2, compte tenu de la possibilité de rejoindre plus facilement la ligne 4 à Barbès - Rochechouart ainsi que la ligne 5 aux stations Stalingrad et Jaurès.

## À proximité
- Viaduc de la ligne 2 du métro
- Théâtre des Bouffes-du-Nord
- Square Louise-de-Marillac
- Square de Jessaint
- Église Notre-Dame-de-Chaldée
- ZAC Pajol
- Square Françoise-Hélène-Jourda
- Institut universitaire de technologie de Paris (site de la rue Pajol)
- Jardins d'Éole
- Bois Dormoy
- Hôpital Fernand-Widal
- Lycée Colbert
- Square Alain-Bashung
- Square Saint-Bernard - Saïd-Bouziri
- Église Saint-Bernard de la Chapelle
- Gare de Paris-Nord

## Projets
Dans une étude réalisée par l'Atelier parisien d'urbanisme en mai 2012, une hypothèse évoque la possibilité d'une correspondance avec un prolongement de la ligne 8 du tramway, au sud-ouest de la gare Rosa-Parks vers la gare de Paris-Est, en empruntant les voies jouxtant celles de la ligne E du RER. Cette extension serait réalisée dans le cadre du réaménagement de la zone élargie Paris nord-est. La ligne longerait ainsi la ZAC Pajol, puis desservirait la station de métro La Chapelle de la ligne 2 pour ensuite aboutir à la gare de l'Est.